# Ermsdorf
Ermsdorf (lussemburghese: Iermsdref) è un comune soppresso del Lussemburgo orientale e frazione del comune di Vallée de l'Ernz. Fa parte del cantone di Diekirch, nel distretto omonimo.
Il 1º gennaio 2012 il comune di Ermsdorf si è fuso con il comune di Medernach per formare il nuovo comune di Vallée de l'Ernz.

## Comune soppresso
Oltre al centro abitato di Ermsdorf, facevano parte del comune soppresso anche le località di Eppeldorf e Stegen.
Nel 2011, il comune di Ermsdorf contava 955 abitanti su un territorio di 24,09 km².

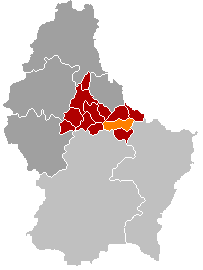
Territorio del comune di Ermsdorf, dal 2012 parte del comune di Vallée de l'Ernz